# Motu Oa
Motu Oa è un'isola dell'Oceano Pacifico. Fa parte dell'arcipelago delle Isole Marchesi.
Posta a Sud-Est di Ua Pou, ha una superficie di 30 ettari ed è sostanzialmente disabitata.